# Cóbdar
Cóbdar es un municipio español de la provincia de Almería, comunidad autónoma de Andalucía. Cuenta con una población de 190 habitantes (INE 2024). Su extensión superficial es de 31,97 km² y tiene una densidad de 5,56 hab/km². Sus coordenadas geográficas son 37° 15′ N, 2° 12′ O. Se encuentra situada a una altitud de 606 metros y a 76 kilómetros de la capital de provincia, Almería.

## Topónimo
Procede del árabe Qawda, que significa pico elevado de montaña.

## Geografía física
Limita con Albanchez, Líjar, Alcudia de Monteagud, Benitagla, Benizalón y Lubrín.

### Riesgos naturales
El municipio de Cóbdar todavía no cuenta con un PTEL que cumpla con la Ley 5/2010 sobre autonomía local.

## Naturaleza
Se encuentra en la Sierra de los Filabres, a los pies del Peñón de Cóbdar (989 m) de mármol blanco, conocido popularmente como La Piedra. La población se encuentra en el valle del Río de los Molinos, dónde se puede realizar la ruta circular de senderismo SL-A 16 Camino del Río Los Molinos de 7 km de recorrido. Se encuentra en el área volcánica de Cóbdar. Pertenece a la demarcación paisajística del Valle del Almanzora.

## Historia
Los hallazgos de la Cueva del Castillico, situada en el Peñón de Cóbdar, datan del periodo Neolítico. Desde la época romana se explotan en Cóbdar las canteras del llamado mármol de Cóbdar, que se trata de un mármol blanco muy luminoso con venas amarillas. La actual población de Cóbdar es de origen árabe. En lo más elevado de La Piedra se han encontrado los restos de una fortificación y de un aljibe del periodo del al-Ándalus. Por su contribución en la Guerra de Granada los Reyes Católicos conceden en 1508 el Señorío de Líjar y Cóbdar Íñigo López de Mendoza y Quiñones, II Conde de Tendilla. Al poco tiempo, éste lo vende al Obispo de Málaga, don Diego Ramírez de Villaescusa de Haro. Tras la Rebelión de las Alpujarras de 1568 a 1570, los moriscos son expulsados y Cóbdar queda despoblada hasta la repoblación de 1573 con 24 vecinos. La iglesia parroquial de Santa María de Cóbdar data de 1637. A finales del siglo XVIII cuenta con 718 vecinos y pertenece al partido de Baza y es una villa de señorío junto con Líjar en la jurisdicción del marquesado de Vallecerrato.
En el siglo XIX se produce el desarrollo en la Sierra de los Filabres de una minería preindustrial y Simón de Rojas Clemente Rubio deja constancia de la extracción de hierro y mármol en Cóbdar. De esta época data la mina Descuido en la Solana se Cóbdar para la obtención de caliza marmórea y plomo. A finales del siglo XIX el negocio minero está en auge en la Sierra de los Filabres gracias a la puesta en funcionamiento del ferrocarril y en Cóbdar se extrae wolframio. A principios del siglo XX las canteras de mármol de Macael, Líjar y Cóbdar son las principales de la comarca aunque los métodos de extracción todavía son rudimentarios y los caminos para sacar los productos de la cantera a la vía férrea de la estación de Fines Olula son deficientes. De esa época consta que el empresario Lorenzo Alonso Martínez instaló dos fábricas de aserrar para transformar el mármol de la cantera, que daban trabajo a 10 hombres.
Desde el primer tercio del SːXX, al igual que en otras poblaciones de la comarca del Almanzora, se produce el éxodo rural hacia ciudades y centros industriales de España y también de América, sobre todo Argentina y Europa .

## Geografía humana

### Organización territorial
El municipio carece de cualquier otro núcleo de población.

### Demografía
Cuenta con una población de 190 habitantes (INE 2024).
| Gráfica de evolución demográfica de Cóbdar entre 1842 y 2021                                                          |
| |
| Población de derecho según los censos de población del INE. Población de hecho según los censos de población del INE. |

### Economía
La industria principal es la del mármol y la agricultura de subsistencia.

## Política

### Alcaldes
| Legislatura | Nombre                   | Grupo          |
| ----------- | ------------------------ | -------------- |
| 1979-1983   | Bernardo Yepes Hernández | PSOE           |
| 1983-1987   | Bernardo Yepes Hernández | Independientes |
| 1987-1991   | Bernardo Yepes Hernández | AP             |
| 1991-1995   | Bernardo Yepes Hernández | PP             |
| 1995-1999   | Bernardo Yepes Hernández | PP             |
| 1999-2003   | Miguel Granero Carmona   | PP             |
| 2003-2007   | José Fuentes Fernández   | PSOE           |
| 2007-2011   | José Fuentes Fernández   | PSOE           |
| 2011-2015   | José Fuentes Fernández   | PSOE           |
| 2015-2019   | José Fuentes Fernández   | PP             |
| 2019-2023   | José Fuentes Fernández   | PP             |
| 2023-act.   | José Fuentes Fernández   | PP             |

## Servicios públicos
Cuenta con un Consultorio del Servicio Andaluz de Salud y con una biblioteca pública.

## Cultura

### Patrimonio
Destaca La Piedra, montaña de mármol que domina el pueblo, así como el centro histórico de Cóbdar, conocido como Las Morerías. Es de interés etnológico su lavadero público en el parque recreativo de La Fuente. También señalar la cueva del Castillico, cuyos hallazgos se encuentran en el Museo Arqueológico de Almería y la iglesia de Santa María, del siglo XVII,